# فرودگاه تافینو هاربر واتر

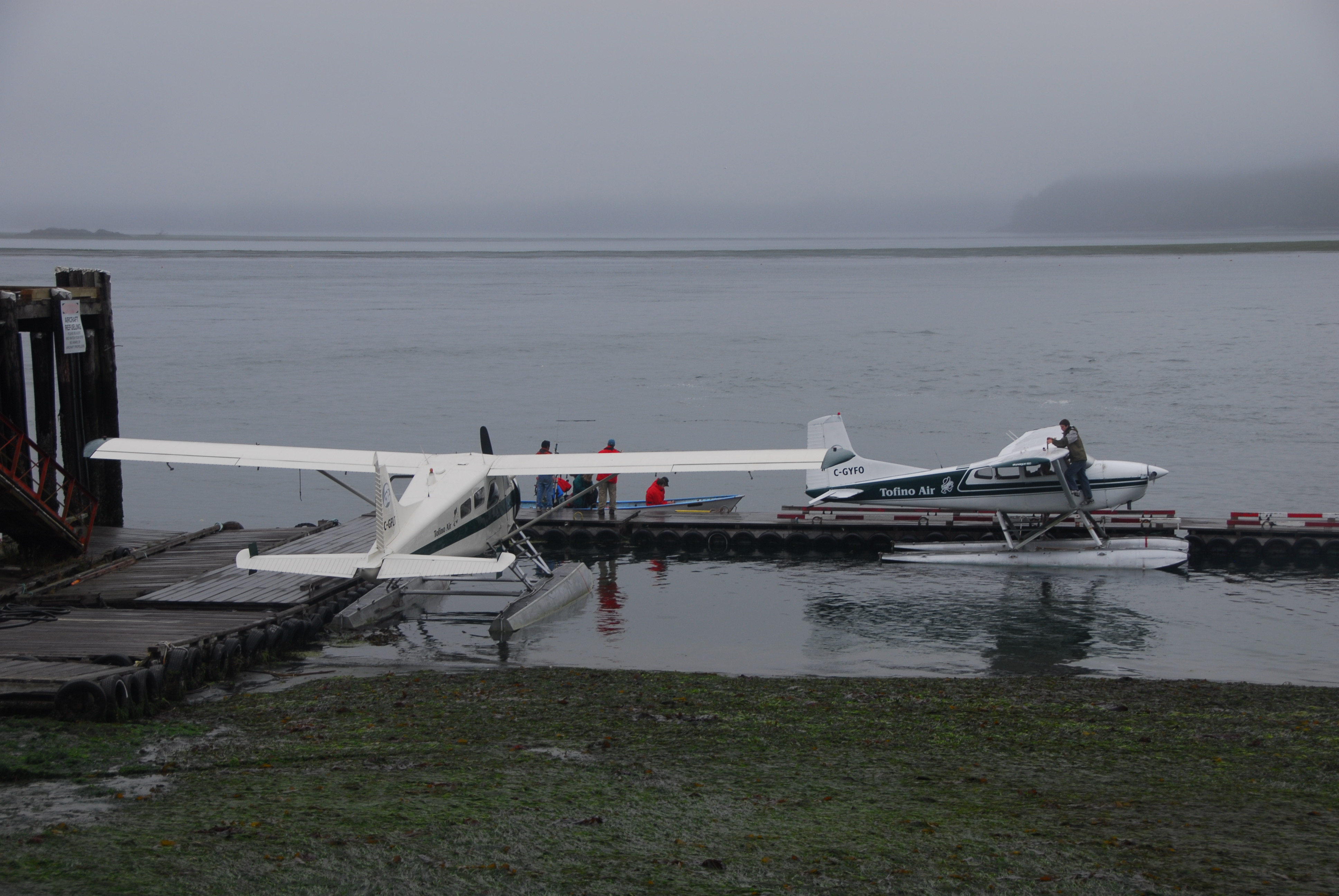
Tofino Air، از جمله C-GYFO Cessna 180J و C-GFLD در فرودگاه آبی بندرگاه تافینو

فرودگاه تافینو هاربر واتر (به انگلیسی: Tofino Harbour Water Aerodrome) یک فرودگاه خصوصی است که یک باند فرود آب دارد. این فرودگاه در کشور کانادا قرار دارد و در ارتفاع ۰ متری از سطح دریا واقع شده است.

## شرکت‌های هواپیمایی و مقصدهای پروازی
| شرکت‌های هواپیمایی | مقصدهای پروازی                                                                  |
| ----------------- | ------------------------------------------------------------------------------- |
| توفینو ایر        | Ahousaht, Hot Springs Cove چارتر: آبی بندر نانایمو، سچلت/پرپیس بای واتر، ونکوور |